# Crash! Boom! Bang! (album)
Crash! Boom! Bang! – piąty album studyjny szwedzkiego duetu Roxette wydany 9 kwietnia 1994 roku.
Jedna z najbardziej rockowych płyt Roxette – znajdują się tutaj głównie szybkie piosenki, w których wyraźnie słychać dźwięk gitar elektrycznych; obok nich znajduje się jednak kilka spokojnych ballad, m.in. „Vulnerable”, „Place Your Love” czy „What's She Like”. Kilka miesięcy przed wydaniem longplaya, w sieciach McDonald’s ukazała się promocyjna składanka zatytułowana Favorites from Crash! Boom! Bang! zawierająca dziesięć utworów z tej płyty. Jej tytuł został zaczerpnięty z przeboju Elvisa Presleya „Jailhouse Rock”.
Światowa sprzedaż wydawnictwa wyniosła 5 milionów egzemplarzy. W Polsce album uzyskał status złotej płyty.
Album ten był promowany trasą koncertową Crash! Boom! Bang! World Tour 1994/95, podczas której odbyły się 82 koncerty obejrzane przez ok. 130 tysięcy osób.
W 1996 roku duet nagrał hiszpańskojęzyczną wersję „I'm Sorry” pod tytułem „Cuánto lo siento” i zamieścił ją na płycie Baladas En Español.

## Lista utworów
1. „Harleys & Indians (Riders in the Sky)” – 3:45
2. „Crash! Boom! Bang!” – 5:02
3. „Fireworks” – 3:58
4. „Run to You” – 3:39
5. „Sleeping in My Car” – 3:47
6. „Vulnerable” – 5:03
7. „The First Girl on the Moon” – 3:11
8. „Place Your Love” – 3:09
9. „I Love the Sound of Crashing Guitars” – 4:49
10. „What's She Like?” – 4:16
11. „Do You Wanna Go the Whole Way?” – 4:11
12. „Lies” – 3:41
13. „I'm Sorry” – 3:10
14. „Love is All (Shine Your Light on Me)” – 6:41
15. „Go to Sleep” – 3:58

Favorites from Crash! Boom! Bang!
1. „Harleys & Indians (Riders in the Sky)” – 3:45
2. „Run to You” – 3:39
3. „Crash! Boom! Bang!” – 5:02
4. „I Love the Sound of Crashing Guitars” – 4:48
5. „Do You Wanna Go the Whole Way?” – 4:09
6. „The First Girl on the Moon” – 3:02
7. „Place Your Love” – 3:07
8. „Lies” – 3:34
9. „I'm Sorry” – 3:13
10. „Go to Sleep” – 4:00

Japanese bonus track
1. „Almost Unreal”